# Aleksander Emmerling
Aleksander Marian Emmerling (Emerling) (ur. 17 lutego 1895 w Szeparowcach–Kniaźdworze, zm. po 1946) – podpułkownik łączności Wojska Polskiego.

## Życiorys
Urodził się 17 lutego 1895 w Szeparowcach-Kniaźdworze, w ówczesnym powiecie kołomyjskim Królestwa Galicji i Lodomerii, w rodzinie Aleksandra.
W 1914 złożył maturę w c.k. Gimnazjum I. z polskim językiem wykładowym w Stanisławowie. W czasie nauki w gimnazjum należał do XXIV Polskiej Drużyny Strzeleckiej w Stanisławowie .
6 sierpnia 1914 wstąpił do oddziałów strzeleckich, następnie do 10 października 1914 służył w 1 pułku piechoty Legionów Polskich w stopniu starszego szeregowca. Do 28 listopada 1914 przebywał w Szpitalu Fortecznym nr 4 w Krakowie. Od 28 listopada 1914 do 3 marca 1915 służył w kompanii narciarskiej LP, od 3 marca do 10 sierpnia 1915 w 6. kompanii II baonu 3 pułku piechoty, a do 29 października 1917 w oddziale telefonicznym 2 pułku piechoty. W 1917 wymieniony jako starszy szeregowiec w spisie oficerów, podoficerów i żołnierzy skierowanych na 2. Kurs Wyszkolenia. Od 31 listopada 1917 do 30 października 1918 służył w austro-węgierskim Pułku Piechoty Nr 13, a od 11 listopada 1918 do 25 maja 1919 należał do Polskiej Organizacji Wojskowej w Stanisławowie .
6 listopada 1919 jako podoficer byłych Legionów Polskich został mianowany z dniem 1 grudnia 1919 podporucznikiem w służbie łączności i przydzielony do dyspozycji Inspektoratu Służby Łączności. 1 czerwca 1921 służył w Małopolskiej Inspekcji Etapowej, a jego oddziałem macierzystym był I Batalion Zapasowy Telegraficzny. Później został przeniesiony do 2 pułku łączności w Jarosławiu. 3 maja 1922 został zweryfikowany w stopniu porucznika ze starszeństwem od 1 czerwca 1919 i 38. lokatą w korpusie oficerów łączności, a 1 grudnia 1924 prezydent RP nadał mu stopień kapitana z dniem 15 sierpnia 1924 i 9. lokatą w korpusie oficerów łączności. Później został przeniesiony do 1 pułku łączności w Zegrzu. W lipcu 1929 został przeniesiony do 4 Dywizji Piechoty w Toruniu na stanowisko szefa łączności. Z dniem 7 stycznia 1930 został przydzielony na pięciomiesięczny kurs dla oficerów sztabowych łączności przy Wyższej Szkole Wojennej w Warszawie. Na majora awansował ze starszeństwem z 1 stycznia 1936 i 3. lokatą w korpusie oficerów łączności. W 1938 zajmowane przez niego stanowisko zostało przemianowane na dowódcę łączności. 28 sierpnia 1939 zdał obowiązki dowódcy łączności 4 DP i objął obowiązki dowódcy łączności Grupy Operacyjnej „Wschód”. 22 września 1939 w bitwie pod Łomiankami dostał się do niemieckiej niewoli. Przebywał w Oflagu VII A Murnau . W 1946 jako podpułkownik łączności pozostawał w rezerwie oficerów 2 Korpusu Polskiego .

## Ordery i odznaczenia
- Krzyż Niepodległości – 2 sierpnia 1931 „za pracę w dziele odzyskania niepodległości”[22][23]
- Krzyż Walecznych dwukrotnie[24] (po raz pierwszy za służbę w POW w byłym zaborze austriackim i byłej okupacji austro-węgierskiej[25])
- Złoty Krzyż Zasługi – 1938 „za zasługi na polu pracy społecznej”[26]
- Srebrny Krzyż Zasługi – 19 marca 1936 „za zasługi w służbie wojskowej”[27]